# Vinyla 2015
Vinyla 2015 je pátý ročník hudebních cen Vinyla. 

## Ceny a nominace

### Deska roku
- Dizzcock – Elegy of Unsung Heroes
- Gurun Gurun – Kon B
- Kittchen – Kontakt
- Květy – Miláček slunce
- Please The Trees – Carp

### Objev roku
- Vladislav Procházka

- Aid Kid
- Dalekko
- Děti mezi reprákama

### Počin roku
- kompilační album Jdi a dívej se
- hudební festival Ostravské dny nové hudby
- album Hommage à Jiří Bulis